# Zirndorf
Zirndorf è una città tedesca di 26 257 abitanti, situata nel land della Baviera. È sede della famosa società di giocattoli Playmobil.